# Gudny

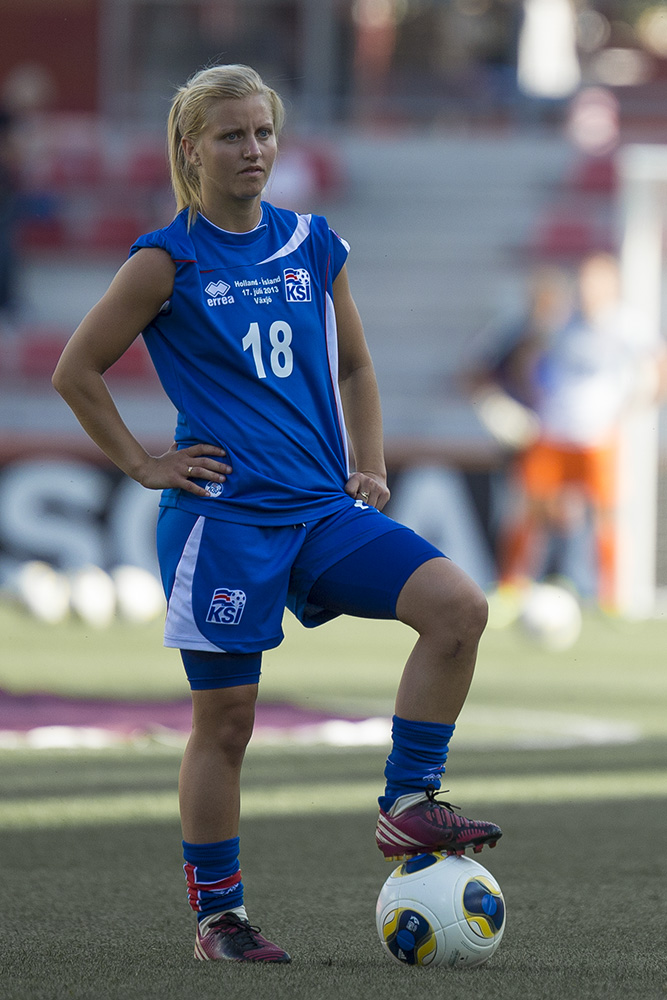
Guðný Björk Óðinsdóttir, 2013.

Gudny eller Guðný är ett fornnordiskt kvinnonamn sammansatt av orden gud och ny som betyder ny, ung. Namnet finns i runinskrifter och har funnits i Sverige åtminstone sedan 1000-talet.
Den 31 december 2014 fanns det totalt 29 kvinnor folkbokförda i Sverige med namnet Gudny, varav 16 bar det som tilltalsnamn.
Namnsdag: saknas

## Personer med namnet Gudny
- Gudny Bödvarsdotter, hustru till isländske hövdingen Hvamm-Sturla Tordsson samt Snorre Sturlassons mor
- Guðný Björk Óðinsdóttir, isländsk fotbollsspelare